# Home Sweet Home/Bittersweet Symphony
Home Sweet Home/Bittersweet Symphony, nota anche come Bittersweet Home oppure come I Guess I'm a Dreamer, è il titolo di una canzone dei Limp Bizkit. Si tratta di un inedito dalla loro raccolta Greatest Hitz (2005).

## La canzone
Pubblicata come singolo alla fine del 2005, mescola 'Home Sweet Home' dei Mötley Crüe e 'Bitter Sweet Symphony' dei Verve. È l'unica canzone inedita del Greatest Hitz, insieme a 'Why' e 'Lean On Me', ed è la terza cover registrata dai Limp Bizkit (le altre sono 'Behind Blue Eyes' dei Who, e 'Faith' di George Michael).

## Il video
Il video (incluso nel disco singolo in formato CD-ROM) riunisce spezzoni di vecchi clip dei Limp Bizkit, ma anche riprese da concerti e dietro le quinte. All'inizio si vede una ripresa dallo spazio, con la videocamera che gira intorno alla Terra in un satellite. Poco dopo viene inquadrata Jacksonville, la città dei Limp, da lì un medley con tutte le migliori immagini della loro carriera.

## Tracce
1. Home Sweet Home/Bittersweet Symphony
2. Head for the Barricade
3. Home Sweet Home/Bittersweet Symphony (CD-ROM Track)